# Varvhult
Varvhult är en bebyggelse nordväst om Borås i Sandhults socken i Borås kommun. Från 2015 avgränsar SCB här en separat småort. Området har till 2015 ingått i småorten Varvhult-Slättaryd-Källhult.